# باباکار ام بنگو
باباکار ام بنگو (انگلیسی: Babacar M'Bengue؛ زادهٔ ۲۹ اکتبر ۱۹۹۱) بازیکن فوتبال اهل آلمان است.
از باشگاه‌هایی که در آن بازی کرده‌است می‌توان به باشگاه فوتبال دویسبورگ و باشگاه فوتبال فورتونا دوسلدورف اشاره کرد.